# Sophie Holten
Pour les articles homonymes, voir Holten  et Holten (homonymie).
Sophie Holten, née le 12 août 1858 à Skuldelev (en)  (Danemark) et morte le 5 juin 1930 à Roskilde (Danemark), est une peintre danoise. Elle a réalisé des portraits, des peintures de fleurs et des œuvres de genre.
Elle est notamment connue pour ses portraits d'August Strindberg et de Laurits Andersen Ring et est également active dans le travail social et le féminisme,.

## Biographie
Née le 12 août 1858 à Skuldelev, Hornsherred, Sophie Holten est la fille du curé Hans Nicolai Holten (1829-1871) et de Marenstine Smith (1830-1913). Elle reçoit des cours privés de peinture de Christen Dalsgaard à Sorø et plus tard de Carl Thomsen à Copenhague. De 1875 à 1876, elle fréquente l'école N. Zahle. En 1879, elle se rend à Paris où elle tente d'assimiler les méthodes de peinture les plus modernes de professeurs dont Félix-Joseph Barrias et Alfred Stevens. De retour au Danemark, elle expose à l'exposition du printemps de Charlottenborg en 1883.
Peu de temps après, elle revient à Paris, exposant au Salon (1886-1887). Dans les années 1890, elle voyage aux Pays-Bas, en Allemagne, en Italie, en Angleterre et en Grèce. Holten expose son travail au Palais des Beaux-Arts lors de l'Exposition universelle de 1893 à Chicago (Illinois). Elle continue d'exposer à Charlottenborg jusqu'en 1904, présentant des œuvres de genre, des portraits et des peintures de fleurs. Outre son portrait de Strindberg, son Brudstykke af Parthenons Cellefrise (1901) et sa peinture du temple de l'Érechthéion (1904) attirent l'attention.
En tant que jeune femme, Holten fait preuve de confiance en ses propres capacités, ce qui l'encourage à éviter le mariage. À la fin des années 1880, elle écrit des critiques d'artistes féminines dans Kvinden og Samfundet qui est publié par la Société des femmes danoises. Elle donne également des conférences sur les vêtements, appelant à des tenues qui libéreraient les femmes de leur rôle traditionnel de femme au foyer. Elle est l'une des forces motrices de l'exposition des femmes de Copenhague en 1895, soutenant une proposition de bâtiment d'exposition pour femmes (bien que cela n'ait été réalisé qu'en 1936).
Plus tard dans sa vie, après une période à Assise, en Italie, Holten devient catholique romain. S'installant à Roskilde avec son amie Erikke Rosenørn-Lehn, elle décore l'église St Laurenti de la ville. Pour ce travail, elle reçoit le prix Pro Ecclesia et Pontifice.
Elle est enterrée dans le cimetière de l'Ancienne église Notre-Dame (da) (Gammel Vor Frue Kirke) de Roskilde.